# Битом Оджањски
Битом Оджањски (пољ. Bytom Odrzański) је град у Пољској у Војводству Лубушком у Повјату новосолском. Према попису становништва из 2011. у граду је живело 4.430 становника.
Средњовековно словенско насеље познато по одупирању немачким војскама под вођством цара Хенрика V 1109. године. Статус града Битом Оджањски је поседовао од 1289. до 1504. године. За време владавине Хабзбурга град је доста економски напредовао. Између 1601. и 1628. године у граду је постојала позната гимназија
.

## Становништво
Према прелиминарним подацима са пописа, у граду је 2011. живело 4.430 становника.
| 2002. | 2011. | 2012. |
| ----- | ----- | ----- |
| 4.362 | 4.430 | 4.479 |

## Туристичке атракције
- ренесансни ратуш
- ренесансно-барокне старе зграде око градског трга
- готска црква.

## Општина
Општина Битом Оджањски се се простире на површини од 53 km². У општини живи 5450 становника. Насеља у општини су:
- пољ. 
- пољ.  (1937—1945:)
- пољ. 
- пољ. 
- пољ. 
- пољ. 

## Партнерски градови
- Песнек